# The Kylie Collection
The Kylie Collection е преиздаден албум на австралийската певица Кайли Миноуг от дебютния и албум Kylie.

## Списък с песните

### Страна A
1. „I Should Be So Lucky“ – 3:24
2. „The Loco-Motion“ – 3:14
3. „Je Ne Sais Pas Pourquoi“ – 3:51
4. „It's No Secret“ – 3:55
5. „Got to Be Certain“ – 3:17

### Страна B
1. „Turn It Into Love“ – 3:36
2. „I Miss You“ – 3:15
3. „I'll Still Be Loving You“ – 3:45
4. „Look My Way“ – 3:35
5. „Love at First Sight“ – 3:09

### Страна C
1. „I Should Be So Lucky“ (продължен mix) – 6:08
2. „The Loco-Motion“ (Kohaku Mix) – 5:59

### Страна D
1. „I Still Love You (Je Ne Sais Pas Pourquoi)“ (Moi Non Plus Mix) – 5:51
2. „Got to Be Certain“ (Extended) – 6:34
3. „Made in Heaven“ (Произведено в Австралия Mix) – 6:20

### VHS
1. „I Should Be So Lucky“ (видеоклип)
2. „Got to Be Certain“ (видеоклип)
3. „The Loco-Motion“ (видеоклип)
4. „Je Ne Sais Pas Pourquoi“ (видеоклип)
5. „It's No Secret“ (видеоклип)
6. „Made in Heaven“ (видеоклип)